# Katedra św. Józefa w Groningen
Katedra świętego Józefa w Groningen (niderl. Sint-Jozefkathedraal (Groningen)) jest kościołem biskupim diecezji Groningen-Leeuwarden w Holandii. Od 1981 jest świątynią katedralną. Świątynia została zbudowana w stylu neogotyckim w latach 1885–1887 według projektu holenderskiego architekta Pierre'a Cuypersa, konsekrowana w 1887. Posiada jedną wieżę. Mieści się przy ulicy Radesingel.